# Pehr Lundberg
Pehr Magnus Ferdinand Lundberg, född 15 november 1815 i Stockholm, död 23 juni 1901, var en svensk boktryckare och tidningsman. Han startade Umeås första tryckeri och därefter grundade han Umeås första tidning, Wester- och Norrbottens Läns Tidning. Han var Wasabladets första redaktör, grundade Södermanlands Län Tidning och var under en tid Finlands störste förläggare av religiös litteratur.

## Biografi
Under 1820-talet arrenderade fadern M.G. Lundberg det Marquardska tryckeriet i Stockholm och Pehr Lundberg fick vid åtta års ålder börja arbeta vid tryckeriets kast. År 1832 gick han i lära hos Per Adam Wallmark som då innehade Ecksteinska tryckeriet i Stockholm. Han utskrevs som fullärd i yrket 1835 efter elva års lärotid. Därefter fick han arbete hos tryckaren J.P. Lundström i Jönköping, och arbetade från 1837 hos Lars Johan Hierta i Stockholm. I slutet av 1830-talet började han som tryckerifaktor vid Carl Gustaf Wolffs boktryckeri i Vasa.
Hösten 1840 flyttar Pehr Lundberg, tillsammans med den yngre bror, Otto Gabriel Lundberg, till Umeå. Anledningen kan vara att det wolffska tryckeriets produktion av religiös litteratur, både på finska och svenska, ogillades och censurerades av ryska censurmyndigheter samt att från finländskt håll kunde man inte ingripa mot ett tryckeri i Sverige. Samma år är tillstånd klart och tryckeriet igång i Umeå.
I Umeå hade Pehr Lundberg inlett ett samarbete med före detta lantmäteriauskultanten och versifikatören Johan Christian Holst. När Lundberg begärde tillstånd att ge ut en tidning så undvek han att själv stå som ansvarig utgivare och i stället utsågs Holst till tidningens ansvarige utgivare. Tidningen, Wester- och Norrbottens Läns Tidning som var Umeås första och Sveriges nordligaste, startade den 1 maj 1841. Under tiden hade Pehr Lundberg träffat Anna Catharina Sundholm från Vasa och den 19 september 1841 gifte de sig.
Tidningen upphörde med en regelbunden utgivning den 13 november 1841 på grund av motsättningar mellan Lundberg och Holst. En av orsakerna var en notis i tidningen där det antyddes att kyrkoherden Anders Abraham Grafström skulle ha fällt ett olämpligt yttrande angående ett komministerval i Umeå. Grafström förnekade detta och som en konsekvens fick Holst avgå från posten som tidningens ansvarige utgivare. Lundberg fick då tillstånd att ta över som ansvarig utgivare. Den nya tidningen fick namnet Wester- och Norrbottens Läns Nya Tidning. I den nya tidningens redaktion inträdde J.G. Rothoff, sedermera Umeås borgmästare. Rothoff kom att prägla tidningens innehåll fram till dess upphörande 31 december 1842.
Den 1 juli 1843 köpte Lundberg delar av det wolffska tryckeriet och bokhandeln i Vasa för 3 500 rubel silver. Med från Umeå följde även konstförvanterna Erik Gustaf Lindroth och Carl Gustaf Rosén. Lindroth återvände dock senare till Umeå och startade Umeå-Bladet. Som förste boktryckare i Finland investerade Lundberg i en snällpress. Under senare delen av 1840-talet blev Lundberg Finlands störste förläggare för religiös litteratur.
Efter att ha bidragit till grundandet av Vasabladet 1856 återvände Lundberg till Sverige 1858, där han startade ett nytt tryckeri i Norrköping. 1862 köpte han Lybeckers tryckeri i Västervik som senare flyttades till Nyköping, där han samma år började utge Södermanlands Län Tidning. Pehr Lundberg avled 1901.